# 和倉溫泉車站
和倉溫泉車站（日语：／ Wakura-onsen eki */?）是一位於日本石川縣七尾市石崎町，由西日本旅客鐵道（JR西日本）與地方第三部門鐵路業者能登鐵道（のと鉄道）所共用的鐵路車站。和倉溫泉車站是JR西日本所經營的地方交通鐵路線七尾線的終點站，與能登鐵道所屬、同名的七尾線之車站。
此站的列車進站提醒音樂與其他車站不同，採用和倉當地的音頭。

## 歷史
能登地區和倉溫泉最接近和倉溫泉車站。1925年七尾線延伸至該地，和倉站開業（1928年成為最後一站）。1980年更名為目前的站名，並於1987年成為JR西日本的火車站。
在1991年時，七尾線進行部分路段的電氣化升級，因此七尾線被拆分成兩個不同的營運系統。其中JR西日本負責電氣化路段（包括七尾以南的主線與以北、原本通往和倉溫泉的支線）的營運，而七尾以北、沒有進行電氣化的路段，則移交給第三部門鐵路業者能登鐵道經營，但路軌仍為JR西日本所有。雖然兩家業者所經營的路線皆保留了原本的「七尾線」之名，但除了七尾至和倉溫泉間的路段是由兩家業者共用之外，兩家業者的列車並不會駛入對方所屬的同名路線中。且值得一提的是，JR西日本所屬的七尾線普通列車是以七尾作為終點站，僅有特急列車會繼續行駛至和倉溫泉站，相反的，能登鐵道七尾線上所行駛的普通列車，反而是以七尾站作為折返點。

## 車站結構
對向式月台2面2線，可進行列車交會的地面車站。設有混凝土2層的站舍。1號月台側有站舍，2號月台以跨線橋聯絡。

### 月台配置
| 月台 | 路線              | 方向 | 目的地         |
| ---- | ----------------- | ---- | -------------- |
| 1・2 | ■JR七尾線（特急） | 上行 | 七尾、金澤方向 |
| 1・2 | ■能登鐵道七尾線   | 上行 | 往七尾         |
| 1・2 | ■能登鐵道七尾線   | 下行 | 穴水方向       |

## 利用狀況
- JR西日本 （1日平均乗車人員）
  - 2003年度（平成15年度） 546人
  - 2004年度（平成16年度） 548人
  - 2005年度（平成17年度） 460人
  - 2006年度（平成18年度） 489人
  - 2007年度（平成19年度） 461人
- 能登鐵道 （1日平均乗車人員）
  - 2001年度（平成13年度） 416人
  - 2002年度（平成14年度） 329人
  - 2003年度（平成15年度） 296人
  - 2004年度（平成15年度） 290人
  - 2005年度（平成17年度） 274人
  - 2006年度（平成18年度） 265人
  - 2007年度（平成18年度） 251人

## 巴士站
| 北鐵能登巴士 | 中能登特急線：兼六園下行、和倉温泉行       |
| 北鐵能登巴士 | 七尾特急線：兼六園下行                     |
| 北鐵能登巴士 | 高浜線：七尾站行、高浜行                   |
| 北鐵能登巴士 | 和倉線：七尾站行（市内循環）、能登綜合病院 |
| 北鐵能登巴士 | 七富線：七尾駅行                           |
| 能登島交通   | 曲線：能登綜合病院行・のとじま臨海公園行   |

## 車站周邊
施設
- 石崎郵局
- 七尾鹿島廣域圏事務組合消防本部和倉分署
- 七尾市立石崎小學
- 七尾市立香島中學
- 和倉溫泉
- 和倉溫泉海岸公園
- 和倉高爾夫倶樂部
- 和倉昭和博物館とおもちゃ館

道路
- 國道249号
- 能登島大橋

## 相鄰車站
西日本旅客鐵道
■七尾線（只限此站起訖的特急「能登篝火」運行）
七尾－和倉溫泉
能登鐵道
七尾線
七尾－和倉溫泉－田鶴濱

## 外部連結
- 和倉溫泉車站（JR西日本）（页面存档备份，存于）（日語）
- 和倉溫泉車站（能登鐵道）（日語）